# Kazimierz Dobisiak
Kazimierz Jan Dobisiak (ur. 7 lutego 1941 w Ostrzeszowie, zm. 9 listopada 2011) – polski technolog spawalnik i działacz socjalistyczny, poseł na Sejm PRL VII kadencji.

## Życiorys
W 1957 ukończył Zasadniczą Szkołę Metalową przy Technikum Budowy Silników we Wrocławiu. W latach 1957–1962 pracował jako ślusarz-spawacz w Wytwórni Sprzętu Komunikacyjnego w Świebodzicach. Wyjechał do Turoszowa na apel Związku Młodzieży Socjalistycznej. Tam pracował w czerwcu 1962 pracował jako spawacz, a potem jako technolog spawalnik w Kopalni Węgla Brunatnego „Turów”.
Do Polskiej Zjednoczonej Partii Robotniczej wstąpił w 1959, był delegatem na VI Zjazd PZPR. W 1976 uzyskał mandat posła na Sejm PRL w okręgu Jelenia Góra. Zasiadał w Komisji Górnictwa, Energetyki i Chemii oraz w Komisji Komunikacji i Łączności.
Pochowany na cmentarzu komunalnym w Zgorzelcu.

## Odznaczenia
- Srebrne Odznaczenie im. Janka Krasickiego